# Kazikamuntu
Kazikamuntu, ("radice dell'uomo" secondo il significato della loro lingua)era un essere di cui si racconta nella mitologia dei banyarwanda del Ruanda.

## Nel mito
Il dio Imana decise di creare gli esseri umani e il primo di loro fu Kazikamuntu. Egli ebbe numerosi figli che in età adulta invece di vivere in armonia si fecero guerra l'un con l'altro. Per questo, secondo il mito, nacquero le tribù, e il mondo fu da allora sempre diviso.